# Chaetonyx robustus
Chaetonyx robustus is een keversoort uit de familie bladsprietkevers (Scarabaeidae). De wetenschappelijke naam van de soort is voor het eerst geldig gepubliceerd in 1862 door Schaum.